# GA Bunko
GA Bunko (GA文庫?) es un sello editorial de novelas ligeras afiliado a la editorial japonesa SB Creative, una subsidiaria de Softbank. Fue establecido en enero de 2006 y está dirigido a un público masculino adolescente o de 20 años.

## Novelas ligeras publicadas bajo GA Bunko

### 0–9
| Título          | Autor            | Ilustrador | N.º de volúmenes |
| --------------- | ---------------- | ---------- | ---------------- |
| 8 Girls Odyssey | Chikashi Yoshida | Uki        | 1                |

### A
| Título                        | Autor                                    | Ilustrador     | N.º de volúmenes |
| ----------------------------- | ---------------------------------------- | -------------- | ---------------- |
| Akitsushima                   | Yūki Takano                              | Kaori Minakami | 3                |
| Alchemist no Nirvana          | Kisetsu Morita                           | Natsuki Haruka | 5                |
| Ar tonelico: Melody of Elemia | Kei Tanaka & Gust Corporation, Banpresto | Nagira         | 1                |
| Ayakashi Maniacs!             | Tane Kakino                              | An Inugahora   | 5                |
| Ayakashi Rotenshou Tikitaka   | Itsuki Inoue                             | Yuran          | 2                |

### B
| Título                     | Autor                                               | Ilustrador       | N.º de volúmenes |
| -------------------------- | --------------------------------------------------- | ---------------- | ---------------- |
| Bakerano!                  | Hikaru Sugii                                        | Akahito          | 2                |
| Black Magic                | Hideki Kakinuma, Masamune Shirow (creador original) | Harusame Tsubaki | 2                |
| Boku no Shion              | Tōru Honda                                          | Hisashi Momose   | 3                |
| Bōkyaku Kenshi no Excellio | Mamoru Nagamono                                     | Hirotaka Akagi   | 1                |

### C
| Título                                                     | Autor             | Ilustrador      | N.º de volúmenes |
| ---------------------------------------------------------- | ----------------- | --------------- | ---------------- |
| Calamity Knight: Alternative                               | Kanata Takase     | Reine Hibiki    | 2                |
| Charlotte wa Glass no Kutsu no Yume wo miruka              | Yoshihiro Tsuzuki | Yōko Fujioka    | 1                |
| Chōjin-Kokoseitachi wa Isekai demo Yoyu de Ikinuku Yōdesu! | Riku Misora       | Sacraneco       | 8                |
| Chō-jitaku Keibi Shōjo Chinori                             | Yasumi Obata      | Shū             | 1                |
| Chūko demo Koi ga Shitai!                                  | Noritake Tao      | ReDrop          | 5                |
| Clear Voice                                                | Yukiko Iida       | Nagare Yūryū    | 1                |
| Crazy Kangaroo no Natsu                                    | Ako Yoshimi       | Miyuki Fujimoto | 2                |

### D
| Título                                                  | Autor           | Ilustrador      | N.º de volúmenes |
| ------------------------------------------------------- | --------------- | --------------- | ---------------- |
| De-ko-tsu-n                                             | Kenji Nojima    | Sugar-Piccola   | 1                |
| Demon's Summoner                                        | Yūji Nakazato   | Riya Hozumi     | 4                |
| Die Nachtjäger                                          | Yūichi Suzumoto | Kazumi          | 1                |
| Dungeon ni Deai o Motomeru no wa Machigatteiru Darō ka? | Fujino Ōmori    | Suzuhito Yasuda | 12               |

### E
| Título | Autor      | Ilustrador | N.º de volúmenes |
| ------ | ---------- | ---------- | ---------------- |
| EX!    | Oda Kyōdai | Uki        | 15               |

### F
| Título                                                      | Autor         | Ilustrador     | N.º de volúmenes |
| ----------------------------------------------------------- | ------------- | -------------- | ---------------- |
| Fata Morgana no Yakata: Anata no Genten ni Itaru Monogatari | Keika Hanada  | Moyataro       | 4                |
| Furifuro                                                    | Tōru Takasaki | Okurō Tsuchida | 1                |

### G
| Título                               | Autor          | Ilustrador                     | N.º de volúmenes |
| ------------------------------------ | -------------- | ------------------------------ | ---------------- |
| Gin no Te no Shiva: Hakase to Kotori | Tōya Tachihara | Mizuki Takayama & Shūji Sokabe | 1                |
| Goblin Slayer                        | Kumo Kagyu     | Noboru Kannatuki               | 6                |

### H
| Título                                                  | Autor           | Ilustrador     | N.º de volúmenes |
| ------------------------------------------------------- | --------------- | -------------- | ---------------- |
| Haikyo Hotel e Yōkoso                                   | Rio Matsudono   | Ganpon         | 2                |
| Haiyore! Nyaruko-san                                    | Manta Aisora    | Koin           | 12               |
| Hanamori                                                | Tesshū Echigoya | Jū Ayakura     | 1                |
| Hankōki no Imōto wo Maō no Chikara de Shinai Shite Mita | Akira           | Subaru Homura  | 4                |
| Hanon: Kimi no Mezasu Ashita e                          | Oda Kyōdai      | Eiji Totsuka   | 1                |
| Happy Death Day                                         | Kōta Nozomi     | Akira Banpai   | 2                |
| Hareta Sora ni Kujira                                   | Kagaku Ōnishi   | refeia         | 3                |
| Hauhau                                                  | Tōmon Bugi      | Koin           | 1                |
| Hundred                                                 | Jun Misaki      | Nekosuke Ōkuma | 7                |

### I
| Título                               | Autor        | Ilustrador      | N.º de volúmenes |
| ------------------------------------ | ------------ | --------------- | ---------------- |
| Inō Battle wa Nichijō-kei no Naka de | Kota Nozomi  | 029             | 12               |
| Irregular's Rebellion                | Shizuku Ochi | Ochau           | 3                |
| Isa to Yuki                          | Aoi Yūya     | Kakeru Mikazuki | 5                |
| Ittōu Ryōudan no Amber Kiss          | Senya Mihagi | Coffee Neko     | 2                |

### J
| Título              | Autor             | Ilustrador     | N.º de volúmenes |
| ------------------- | ----------------- | -------------- | ---------------- |
| Jinx Game           | Ataru Adachi      | Niritsu        | 3                |
| Johnpei to Boku to  | Kagaku Ōnishi     | Ginpachi       | 4                |
| Jōki Teikoku Sōdōki | Yasuhiro Kawasaki | Katsuhiko Yūki | 3                |

### K
| Título                            | Autor         | Ilustrador      | N.º de volúmenes |
| --------------------------------- | ------------- | --------------- | ---------------- |
| Kagura Kenbu no Aerial            | Jujin Chiba   | Masato Mutsumi  | 4                |
| Kamen Majo no Resistance          | Ken Suebashi  | Manyako         | 2                |
| Kamisama ga Yōi Shitekureta Basho | Arimi Yazaki  | Fuzzy           | 3                |
| Kamunagi                          | Jun Okigaki   | Munch Mutsuki   | 5                |
| Karakuri-sō no Ijin tachi         | Kei Shimojima | Migi            | 2                |
| Kishiō Kōho no Guarvant           | Hiro Itō      | Kurogin         | 2                |
| Koko wa Mahō Shōnen Ikusei Center | Saori Kumi    | Yuri Narushima  | 5                |
| Kuraki wa Ware wo ōu              | Ken Asamatsu  | Ryō Kanai       | 3                |
| Kyokō no Senshi                   | Okina Kamino  | Yūichirō Tanuma | 3                |

### L
| Título                           | Autor          | Ilustrador         | N.º de volúmenes |
| -------------------------------- | -------------- | ------------------ | ---------------- |
| Light novel no Tanoshii kakikata | Tōru Honda     | Kasumi Kirino      | 10               |
| Lady General                     | Masayuki Chida | Shōshirō Shirayuki | 3                |

### M
| Título                             | Autor                              | Ilustrador                         | N.º de volúmenes |
| ---------------------------------- | ---------------------------------- | ---------------------------------- | ---------------- |
| Maid Deka                          | Yūji Hayami                        | Kiyotaka Haimura                   | 9                |
| Mal'ākh no Tane: Katayoku no Kioku | Hiromi Hosoe                       | Mikako Mikaki                      | 1                |
| Maō to Hime to Ecchi no Hon        | Otsukai Shimono                    | Syroh                              | 2                |
| MAPS: Shared world                 | Yūichi Hasegawa (Original Creator) | Yūichi Hasegawa (Original Creator) | 2                |
| Meikyū-gai Chronicle               | Ryōsuke Hayashi                    | Tsuyuki                            | 1                |
| Metal Witch Sisters                | Yū Hibiki                          | Koin                               | 4                |
| Mugen no Linkage                   | Akamitsu Awamura                   | Senmu                              | 5                |

### N
| Título | Autor           | Ilustrador | N.º de volúmenes |
| ------ | --------------- | ---------- | ---------------- |
| Nō-Rin | Shirō Shiratori | Kippu      | 12               |

### O
| Título                       | Autor          | Ilustrador  | N.º de volúmenes |
| ---------------------------- | -------------- | ----------- | ---------------- |
| Oda Nobuna no Yabō           | Mikage Kasuga  | Miyama-Zero | 10               |
| Odoru Hoshi Furu Reneshikuru | Yuuji Yuuji    | TakayaKi    | 6                |
| Oto x Maho                   | Shū Shirase    | Yasu        | 15               |
| Otonari no Mahō tsukai       | Sami Shinozaki | Osamu Oya   | 3                |

### P
| Título                | Autor         | Ilustrador   | N.º de volúmenes |
| --------------------- | ------------- | ------------ | ---------------- |
| Parallel Mariners     | Kōichi Kino   | Sikorsky     | 2                |
| Pochi no Winning shot | Shin'ya Kasai | John Hathway | 2                |
| Princess Sword!       | Okina Kamino  | Waka Miyama  | 5                |

### Q
| Título   | Autor           | Ilustrador | N.º de volúmenes |
| -------- | --------------- | ---------- | ---------------- |
| Quintet! | Tesshū Echigoya | Senmu      | 2                |

### R
| Título                   | Autor            | Ilustrador   | N.º de volúmenes |
| ------------------------ | ---------------- | ------------ | ---------------- |
| Radical Elements         | Shirō Shiratori  | Haruaki Katō | 3                |
| Rakudai Kishi no Eiyūtan | Riku Misora      | Won          | 12               |
| Ryūō no Oshigoto!        | Shiratori Shirow | Shirabi      | 5                |

### S
| Título                             | Autor | Ilustrador | N.º de volúmenes                                                                          |
| ---------------------------------- | --- | --- | ----------------------------------------------------------------------------------------- |
| Sacred Chronicle                   | Rei Mikogami | KeG | 1                                                                                         |
| Sadistic Agent                     | Yūji Nakazato | Imusanjo | 2                                                                                         |
| Sahō Tsukai no Shishō-chan         | Kemuri Haruhara | Koin | 2                                                                                         |
| Saijaku Muhai no Bahamut           | Senri Akatsuki | Ayumu Kasuga | 20                                                                                        |
| Samurai Guard                      | Hikaru Maisaka | Yui Shiino | 2                                                                                         |
| Sanada Jūyūki!                     | Takuya Baba | Yūji Naruse | 3                                                                                         |
| School Girl Strikers Novel Channel | Ichirō Sakaki, Keiichi Hikami, Seiju Amano, Yū Hibiki                                                                                                  | Gen Kobayashi, Hinase Momoyama | 2                                                                                         |
| Seiken Tsukai no World Break       | Akamitsu Awamura | refeia | 5                                                                                         |
| Senjin Gaishi                      | Isamu Hanada | Masaki Hirooka | 4                                                                                         |
| Senpūden: Rera-Siw                 | Ken Asamatsu | Akihiro Yamada | 3                                                                                         |
| Shaggy Dog                         | Akira Nanao | Miyagi | 5                                                                                         |
| Shamrock                           | Miya Sawagami | Yūri Nishiwaki | 12                                                                                        |
| Shinkyoku Sōkai Polyphonica        | Ichirō Sakaki (Crimson) Jun'ichi Ōsako (Black & Leon the Resurrector) Madoka Takatono (White) Toshihiko Tsukiji (Blue) Kōhei Azano (Don Sariel) et al. | Noboru Kannazuki (Crimson) Bunbun (Black) Hiro Kinako (White, 1-5) Kasumi Nagi (White, 6-) Eiji Usatsuka (Blue) Shōryū Shinobu (Leon) Kazuaki (Don Sariel) | 10 (Crimson) 10 (Black) 6 (White) 2 (Blue) 3 (Leon) 1 (Don Sariel) 2 (Marble) 1 (Palette) |
| Shōnen Kyūmashi to Koi suru Otome  | Rei Mikogami | Tetsuhiro Nabeshima | 2                                                                                         |
| Sōkai Girls!                       | Shirow Shiratori | Yasuyuki | 3                                                                                         |
| Sol Bright                         | Ransei Etō | Komeko Amajio | 3                                                                                         |
| S.P.A.T.!                          | Yūki Takano | Tsukune Taira | 1                                                                                         |
| Storage Over                       | Akira Nakao | Toworu Takura | 3                                                                                         |
| Surveillance Manual                | Ryōko Seki | Taketo Sanada | 4                                                                                         |
| Survived Five                      | Shin'ya Kasai | Shōtarō Tokunō | 3                                                                                         |
| Sword Junker                       | Sow Kamishiro | Chinatsu Kurahana | 1                                                                                         |

### T
| Título                                                                                  | Autor         | Ilustrador   | N.º de volúmenes |
| --------------------------------------------------------------------------------------- | ------------- | ------------ | ---------------- |
| Tatoeba Last Dungeon Mae no Mura no Shōnen ga Joban no Machi de Kurasu Yō na Monogatari | Toshio Satō   | Nao Watanuki | 7                |
| Tenjō Ugatsu Shinma no Ken                                                              | Kōichi Takagi | Koin         | 3                |
| Tensai Ōji no Akaji Kokka Saisei Jutsu                                                  | Toru Toba     | fal_maro     | 8                |
| Tenshi ga ochita Machi                                                                  | Akio Higuchi  | Suke Akurō   | 1                |
| Tokyo Stray Wizards                                                                     | Eita Nakatani | Riv          | 1                |

### U
| Título                                     | Autor            | Ilustrador     | N.º de volúmenes |
| ------------------------------------------ | ---------------- | -------------- | ---------------- |
| Uchi no Isōrō ga Sekai wo Shōaku Shiteiru! | Tsuyoshi Nanajoh | Tsubame Nozomi | 9                |

### V
| Título         | Autor        | Ilustrador     | N.º de volúmenes |
| -------------- | ------------ | -------------- | ---------------- |
| Valkyrie Works | Manta Aisora | Hagane Tsurugi | 1                |

### W
| Título                         | Autor           | Ilustrador | N.º de volúmenes |
| ------------------------------ | --------------- | ---------- | ---------------- |
| Warelf Online                  | Mamoru Nagamono | Umiko      | 1                |
| War Generation: Hōkago Bōeitai | Hideki Kakinuma | Hōden Eizō | 1                |

### Y
| Título     | Autor        | Ilustrador      | N.º de volúmenes |
| ---------- | ------------ | --------------- | ---------------- |
| Yggdrasill | Ikumi Mizuki | Halsame Tsubaki | 1                |

### Z
| Título     | Autor          | Ilustrador | N.º de volúmenes |
| ---------- | -------------- | ---------- | ---------------- |
| Zoa Hunter | Jun'ichi Ōsako | Bunbun     | 6                |